# Federazione di rugby a 15 del Principato di Monaco
La Federazione Monegasca di Rugby (in francese: Fédération Monégasque de Rugby) è l'organo che governa il Rugby a 15 nel Principato di Monaco.
Affiliata all'International Rugby Board, è inclusa fra le nazionali di terzo livello senza esperienze di Coppa del Mondo.